# Posttraumatisk hukommelsestab
Posttraumatisk amnesi (PTA) eller Posttraumatisk hukommelsestab er en tilstand af forvirring der opstår direkte efter en traumatisk hjerneskade, i hvilken den tilskadekommende er disorienteret og ude af stand til at huske begivenheder der er sket efter en skade. Personen kan måske ikke huske sit navn, hvor man er, eller hvad klokken er. Når kontinuerlig hukommelse kommer tilbage, antages PTA at være forsvundet. Mens PTA står på, kan nye begivenheder ikke lagres i hukommelsen. Omkring en tredjedel af patienter med mild hovedskade rapporteres til at have "øer af hukommelse", hvor patienten kun kan huske enkelte begivenheder. Under PTA er patientens bevidsthed "tåget". Fordi PTA involverer forvirring i tilføjelse til hukommelsestab, er termen "Posttraumatisk forvirringstilstand" blevet forslået som et alternativ.
Der er to typer af hukommelsestab: retrograd amnesi (tab af hukommelse der blev dannet kort før skaden) og anterograd amnesi (problemer med at skabe nye minder efter skaden er sket). Både retrograd og anterograd kan blive refereret til som PTA, eller termen kan blive brugt til kun at referere til anterograd.
Et almindeligt eksempel i sportsrelateret hjernerystelse er quaterbacken der evnede at udføre den mentale opgave at lede et amerikansk fodboldhold efter en hjernerystelse, men dagen efter ikke har nogle minder om hvad der skete i kampen efter skaden indtraf. Retrograd amnesi-patienter kan genvinde noget af hukommelsen igen senere, mens minder ikke kan gendannes hos patienter med anterograd amnesi, fordi de ikke er lagret ordentligt.
Betegnelsen "posttraumatisk amnesi" blev første gang brugt i en artikel fra 1940 af Symonds, der referere til perioden mellem skaden og tilbagevende til fuldstændig kontinuerlig hukommelse, herunder enhver tid hvor patienten var bevidstløs.